# Румянцева, Алевтина Алексеевна
Алевтина Алексеевна Румянцева (29 сентября 1929, Москва — 24 июля 2011, там же) — советская и российская киноактриса.

## Биография
Отец, Алексей Александрович Румянцев, работал на фабрике «Красный труженик» (ныне Московский завод измерительной аппаратуры), а в свободное время играл в народном театре. Во время Великой Отечественной войны был замполитом, погиб под Ельней. Мать Анна Игнатьевна была медсестрой и также участвовала в театре при фабрике. У Румянцевой было две сестры: Зоя и Светлана, обе впоследствии стали химиками. Зоя Алексеевна работала заведующей кафедрой неорганической химии МГУ.
С седьмого класса стала посещать драмстудию при Доме пионеров, которой руководила Е. Я. Веселовская. В 1949 году Алевтина поступила во ВГИК на актёрский факультет (курс С. Герасимова и Т. Макаровой). Ещё учась в институте, стала сниматься в кино. Окончила ВГИК в 1953 году и поступила в Театр-студию киноактёра.
Среди заметных ролей актрисы: Наталья («Евдокия»), Нина («Три тополя на Плющихе»), мама Нины Соломатиной («Карнавал»), Тася («Дело Румянцева»), Катя («Чужая родня»), Маруся, дочь смотрителя («Воскресенье»), Зина («Грешница»), прачка («Вызываем огонь на себя»), Варя Маркина («На завтрашней улице»), Матрёна («Тени исчезают в полдень»), Вера Григорьевна («День свадьбы придётся уточнить»). В основном Алевтина Румянцева исполняла небольшие роли обыкновенных деревенских женщин, учителей, медсестёр. С 1960 года она много сотрудничала с режиссёром Татьяной Лиозновой, в фильмах которой Румянцева сыграла свои лучшие роли.
В 1990 году актриса ушла на пенсию и долго не снималась. Лишь в начале 2000-х, с наступлением эпохи сериалов, она вновь несколько раз появилась в телевизионных фильмах.
Скончалась на 82-м году жизни 24 июля 2011 года. Похоронена на Хованском кладбище (Западная территория, уч. 25Н).

### Семья
Отец — Алексей Александрович Румянцев, работал на заводе «Красный труженик» (ныне Московский завод измерительной аппаратуры), играл в клубе завода, читал литературные и политические лекции.
Мать — Анна Игнатьевна, окончила четыре класса церковно-приходской школы и курсы медсестер, играла в клубе завода «Красный труженик», увлекалась поэзией, писала стихи и пела романсы.
Сестра — Зоя Алексеевна Румянцева, химик, заведующая кафедрой неорганической химии МГУ.
Сестра — Светлана Алексеевна Румянцева, химик, работала в НИИ, кандидат наук, автор переводов по химии.
Муж — Наум Ихильевич Клейман (род. 1937), советский и российский киновед и историк кино. Заслуженный деятель искусств Российской Федерации;
- Дочь — Вера Наумовна Румянцева (род. 1966), окончила МГПИИЯ имени Мориса Тореза (ныне Московский государственный лингвистический университет), переводчик с французского языка, киновед, хранитель Научно-мемориального кабинета Эйзенштейна.

## Фильмография
1. 1951 — Сельский врач — медсестра (нет в титрах)
2. 1953 — Сеанс гипноза — зрительница
3. 1954 — Верные друзья — Марина, девушка на барже (нет в титрах)
4. 1954 — Переполох — Лиза
5. 1955 — Дело Румянцева — Тася
6. 1955 — Чужая родня — Катя
7. 1956 — Две жизни (Сёстры) — жительница деревни (нет в титрах)
8. 1957 — Поединок — проститутка
9. 1957 — Летят журавли — девушка (нет в титрах)
10. 1957 — Хождение по мукам, фильм 1-й «Сёстры» — девушка (нет в титрах)
11. 1958 — Дело «пестрых» — эпизод (нет в титрах)
12. 1958 — Добровольцы — рабочая (нет в титрах)
13. 1958 — Кто виноват? — эпизод
14. 1959 — Аннушка — колхозница
15. 1959 — Баллада о солдате — девушка с ведром на станции (нет в титрах)
16. 1959 — Ванька — Ольга Игнатьевна, барыня
17. 1959 — Всё начинается с дороги — рабочая (нет в титрах)
18. 1959 — Девочка ищет отца — медсестра
19. 1959 — Муму — прачка (в титрах: А. Румянова)
20. 1960—1961 — Воскресение — Маруся (нет в титрах)
21. 1961 — Евдокия — Наташа
22. 1962 — Вступление — деревенская жительница (в титрах: Л.Румянцева)
23. 1962 — Грешница — Зина
24. 1962 — Капроновые сети — мать Севки
25. 1962 — Ход конём — медсестра в районной больнице (нет в титрах)
26. 1963 — Слепая птица — Настенька (нет в титрах)
27. 1963 — Я шагаю по Москве — дежурная в метро
28. 1964 — Вызываем огонь на себя — прачка
29. 1965 — Здравствуй, это я — горничная в гостинице (нет в титрах)
30. 1965 — На завтрашней улице — Варя Маркина
31. 1965 — Тридцать три — ассистентка
32. 1966 — Крылья — экскурсовод в музее (нет в титрах)
33. 1967 — Журналист — Клава, подруга Шуры
34. 1967 — Майор Вихрь — официантка
35. 1967 — Они живут рядом — мама мальчика
36. 1967 — Путь в «Сатурн» — эпизод
37. 1967 — Три тополя на Плющихе — Нина
38. 1968 — Семь стариков и одна девушка — посетительница комнаты смеха (нет в титрах)
39. 1968 — Люди как реки — почтальон
40. 1968 — Мужской разговор — Пантюхина Елена Петровна, мать Юры
41. 1969 — Только три ночи — крестьянка (нет в титрах)
42. 1969 — Про Клаву Иванову — работница (нет в титрах)
43. 1969 — Золото — эпизод
44. 1970 — Карусель — дама (нет в титрах)
45. 1970 — Серебряные трубы — учительница Нина Ивановна
46. 1971 — Минута молчания — Михеева (нет в титрах)
47. 1971 — Пришел солдат с фронта — женщина с ребёнком, жена Пети Папанина
48. 1971 — Тени исчезают в полдень — Матрёна
49. 1972 — Руслан и Людмила — боярыня (нет в титрах)
50. 1973 — Великие голодранцы — баба
51. 1974 — Ливень — эпизод
52. 1974—1977 — Вечный зов — Матрёна, жена Панкрата Назарова (1, 4, 6, 7, 13 серии)
53. 1975 — Горожане — дама в платке
54. 1976 — Долги наши — попутчица
55. 1977 — Журавль в небе — жена Егора Егоровича
56. 1977 — Ты иногда вспоминай — Галя, нянечка в больнице
57. 1978 — Близкая даль — Любовь, мать Полины
58. 1978 — Ветер странствий (фильм) — Алевтина
59. 1979 — День свадьбы придётся уточнить — Вера Григорьевна Шитова
60. 1980 — Однажды двадцать лет спустя — учительница
61. 1980 — Серебряные озера — эпизод
62. 1981 — Карнавал — мать Нины
63. 1981 — Отпуск за свой счёт — сотрудница министерства
64. 1981 — Факты минувшего дня — санитарка
65. 1982 — Открытое сердце — мама Славика
66. 1982 — Красиво жить не запретишь — начальница
67. 1982 — Свидание с молодостью — работница телеграфа
68. 1983 — Приступить к ликвидации — Елена Никитична, тётя Зои (нет в титрах)
69. 1983 — Утро без отметок — мать Люды
70. 1984 — И повторится все — эпизод
71. 1984 — Полоса препятствий — официантка
72. 1984 — ТАСС уполномочен заявить… — понятая (нет в титрах)
73. 1984 — Я за тебя отвечаю — эпизод
74. 1985 — Завещание — жена солдата (нет в титрах)
75. 1985 — Неудобный человек — тётка с грибами
76. 1986 — Голова Горгоны — жена казака Егора
77. 1986 — Я сделал все, что мог — Фрося
78. 1988 — Аэлита, не приставай к мужчинам! — работница фабрики
79. 1991 — Семнадцать левых сапог/За что? — подруга Марьи
80. 1992—2006 — Тихий Дон (Великобритания, Италия, Россия) — мать Натальи Коршуновой
81. 2000 — Редакция — соседка Лены
82. 2002 — Русские в городе ангелов — работница детского дома
83. 2003 — Тотализатор — эпизод
84. 2004 — Нежное чудовище — бухгалтер
85. 2006 — Конец света — эпизод